# M180

Lägeskarta.

M180 är en motorväg i Storbritannien. Den utgår från M18 nära Thorne, via Scunthorpe där grenmotorvägen M181 leder in till samhället, och slutar nära Humbersides flygplats. M180 och M181 byggdes 1977-79. Vägen förlängdes på 1980-talet till Immingham och Grimsby som fyrfältsväg med namnet A180. Från motorvägens ändpunkt går också fyrfältsvägen A15 norrut över Humber Bridge till Kingston upon Hull.